# Гетеборзький трамвай
Гетеборзький трамвай — трамвайна мережа, що працює у Гетеборзі та управляється компанією Göteborgs Spårvägar AB, що належить Västtrafik.
Довжина колії (приблизно 190 км) робить трамвайну мережу Гетеборга найбільшою в Скандинавії.
Щодня працює 12 денних ліній і 5 нічних — близько 200 трамваїв в середньому здійснюють 2000 поїздок на день, долаючи 30 000 км.
У 1900 році місто придбало перший трамвай, а через два роки відкрито першу електрифіковану лінію.

## Історія

### Кінний трамвай[1]
Першу лінію кінного трамваю відкрито 25 вересня 1879 року на маршруті Бруннспаркен — Стігбергслен.
16 грудня 1880 року лінію від Бруннспаркен до Дротннінгторгет  продовжено.
У 1881 році відкрито чотири нових маршрути:
- 1 травня до Лоренсборга
- 15 травня до Корсвагена
- 5 червня до Гетеборгсенгенг[sv]
- 15 грудня до Редсбергслід[sv]
- 5 жовтня 1882 року було відкрито маршрут до Слоттскогена.
- 18 серпня 1902 року відкрито першу лінію кінного трамвая на маршруті Ярнторгет — Слоттскоген.
- 28 жовтня 1902 року останню лінію кінного трамвая замінили електричною.

При заміні кінних трамваїв на електричні, колії перебудували з 1000 мм до 1435 мм.

### Електричні трамваї
Після запуску першої лінії 18 серпня 1902 року та через подальше розширення мережі 28 жовтня у місті було чотири кольорові лінії електричного трамвая:
- синя: Маюрна — Редбергслід
- біла: кільцевий маршрут
- зелена: Маюрна — Валанд
- червона: Редбергслід — Валанд

11 листопада 1902 року відкрито маршрут до Берцеліїгатана, а 20 листопада — лінію до Гетеборгсенга.
1 січня 1904 року відкрито жовту лінію на маршруті Слоттсскуген — Енггорд.
29 жовтня 1905 року відкрито коричневу лінію до Квіберга.
1 лютого 1906 року відкрито лінію Гамлестадсбру — Слактусет, проте її закрили вже 14 травня.
У 1907 році відкрили три нових дільниці:
- 14 серпня: до Мельндальсбро
- 21 вересня: до Гінсгольмена
- 17 грудня: до Лонгедрага

5 квітня 1908 року відкрито лінію до Сальтгольмена.
1 листопада 1911 року відкрито лінію до Капельплацена.
15 листопада 1924 року відкрито лінію до Клінтенс-Вега.
17 листопада 1925 року відкрито лінію до Герланду.
26 жовтня відкрито лінію до Йоргрюте.
У 1930-х роках було відкрито декілька нових ліній:
- 22 січня 1931 до Гольтерман-Шюкусет
- 11 травня 1936 до Гогсбогатан
- 7 жовтня 1936 до Кольторп
- 3 лютого 1937 р. Ландалю
- 1 вересня 1938 року через Бангатан до Дальстремсгатана
- 6 березня 1939 Дальстремсгатан — Годгемсгатан

21 червня 1940 року відкрито лінію до Яльмар-Брантінгсплатсен.
24 листопада 1941 р.: лінію Нілс-Ериксонсплатсен — Йотаельвброгренен.
26 листопада 1942 р.: Енггорден — Юбілеумсклінікен.
Лінію до Вогместареплатсен відкрито 15 грудня 1942 року.
26 червня 1944 р. відкрито лінію до Лундбю-Егна-Гем.
12 січня 1945 р.: Ландала — Сальгренськ.
17 вересня 1948 р. лінію Слоттскоген — Сальгренська ліквідовано.
16 червня 1949 р. відкрито лінію до Відк'ярр.
26 квітня 1951 року відкрито маршрут Йоргрюте — Кольторп.
13 червня 1953 року була побудована лінія до Гульдгедена.
У 1954 році лінію до Торпа було продовжено.
1 серпня 1955 року була відкрита лінія Лундбю — Бреке.
25 січня 1956 року лінію між Квібергом і Бельв'ю було закрито.
20 травня 1957 року відкрито лінію від Бельв'ю до Кортедала.
15 червня 1959 року було відкрито лінію до Біскопсгордена.
9 квітня 1962 року була відкрита лінія Ліннеплатсен — Фрелундаборг.
12 червня 1962 року відкрито лінію Гегсбогатан — Фрелундаборг.
У 1964 році було відкрито три нових трамвайних маршрути:
- 16 березня до Фрелунд-Тург
- 7 грудня до Лянсмансгорден
- 30 грудня між Редбергплатсен — Шторкгатан, ця лінія замінила лінію до Реддарегатан.

13 червня 1966 року відкрито лінію до Тюннереда.
Через два роки, 4 листопада 1968 року, лінію до Бряке закрито.
27 січня 1969 року відкрито лінію Ангередсбанан до Алелюккан.
1 грудня 1969 року відкрито лінію до Ялльбу.
6 квітня 1970 року відкрито лінію до Бергшйона.
Трамвайний маршрут до Стороса відкрито 9 квітня 1972 року.
2 жовтня 1978 року відкрито лінію до Ангереда.
18 червня 1979 року лінію Ангередсбанан продовжено до Дроттнінгтургет.
3 жовтня 1982 р. введено в експлуатацію лінію до кінцевої станції Естра-Шюкхесет.

## Лінії
| Лінія | Маршрут                                | Довжина  | Кількість зупинок |
| ----- | -------------------------------------- | -------- | ----------------- |
| 1     | Тюнерред — Естра-Шюкхусет              | 15,59 км | 33                |
| 2     | Гегсботорп — Крокслятт                 | 10,10 км | 22                |
| 3     | Маркландсгатан — Колльторп             | 12,68 км | 30                |
| 4     | Мельндаль — Ангеред                    | 19,26 км | 21                |
| 5     | Торп — Лянсмансгорден                  | 13,78 км | 29                |
| 6     | Лянсмансгорден — Кортадала             | 24,55 км | 46                |
| 7     | Тюнерред — Бергшйон                    | 21,05 км | 35                |
| 8     | Фрелунда — Ангеред                     | 21,31 км | 25                |
| 9     | Кугнсштен — Ангеред                    | 18,98 км | 21                |
| 10    | Гульдгеден — Екетрягатан/Біскупсгорден | 8,79 км  | 17/23             |
| 11    | Сальтгольмен — Бергшйон                | 21,83 км | 38                |
| 13    | Маркландсгатан — Гетеборг-Центральний  | 7,24 км  | 10                |

## Рухомий склад

### Галерея

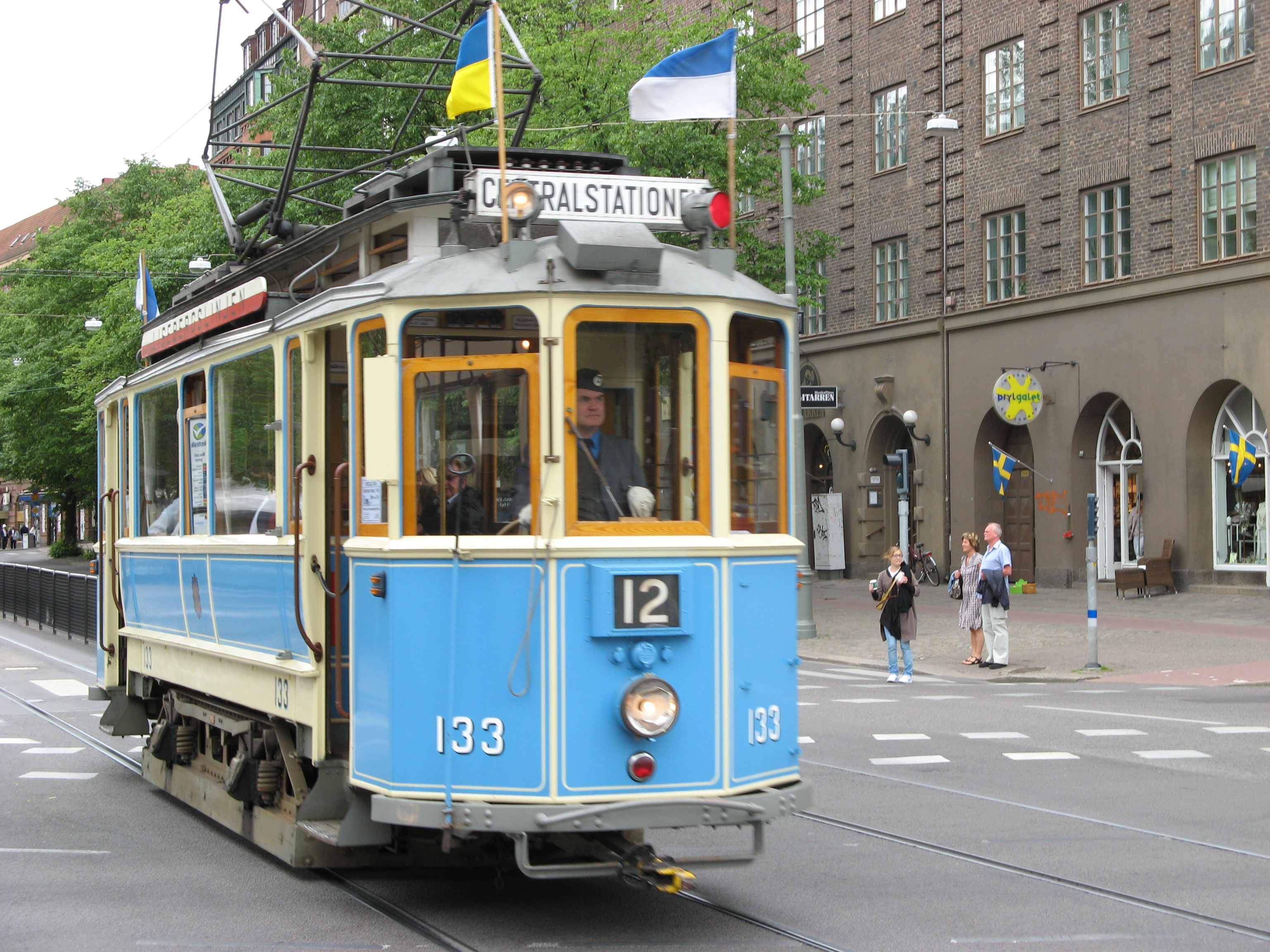
Трамвай у Гетеборзі - фільм
- Історичний трамвай
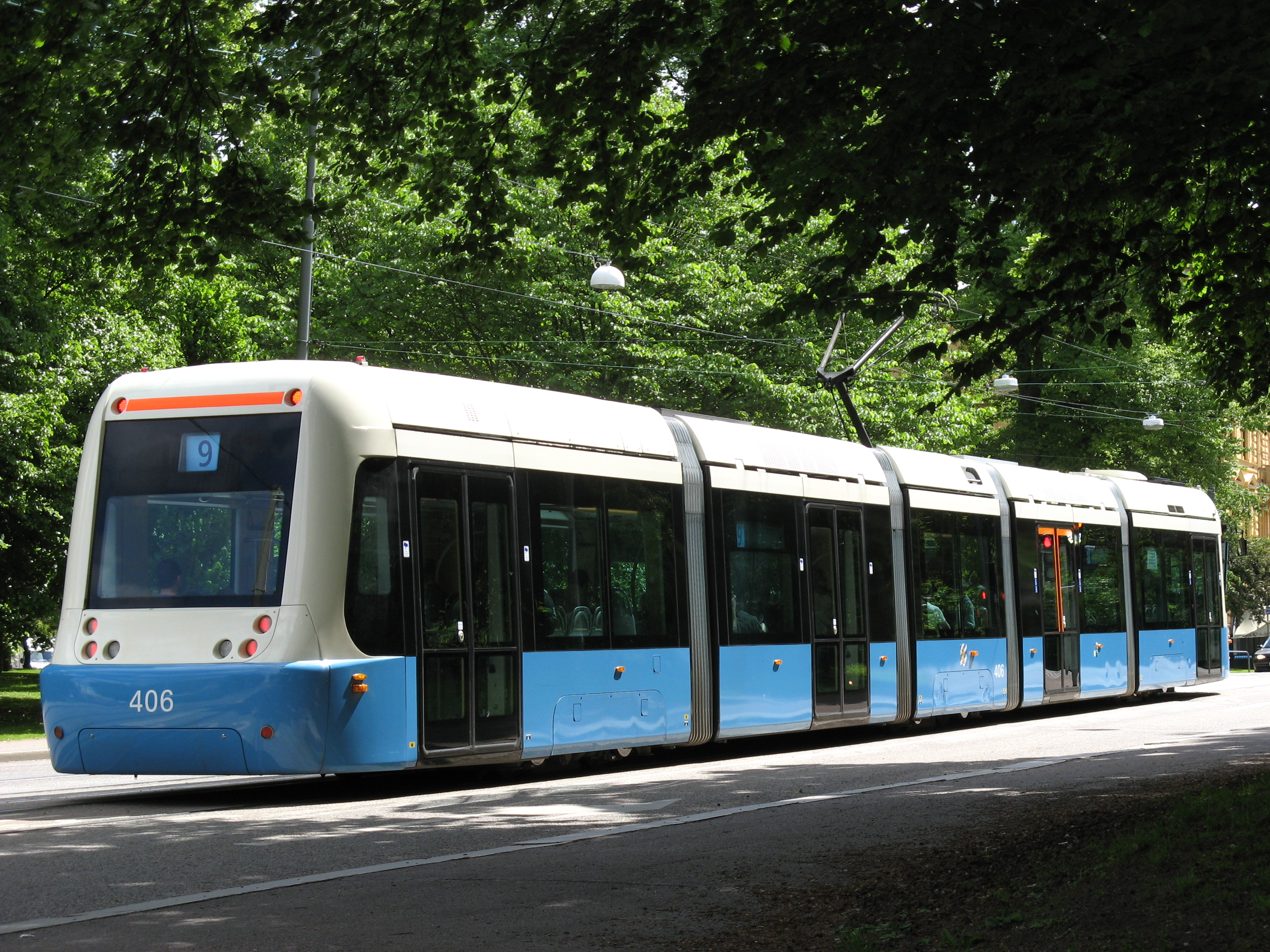
Трамвай серії М32
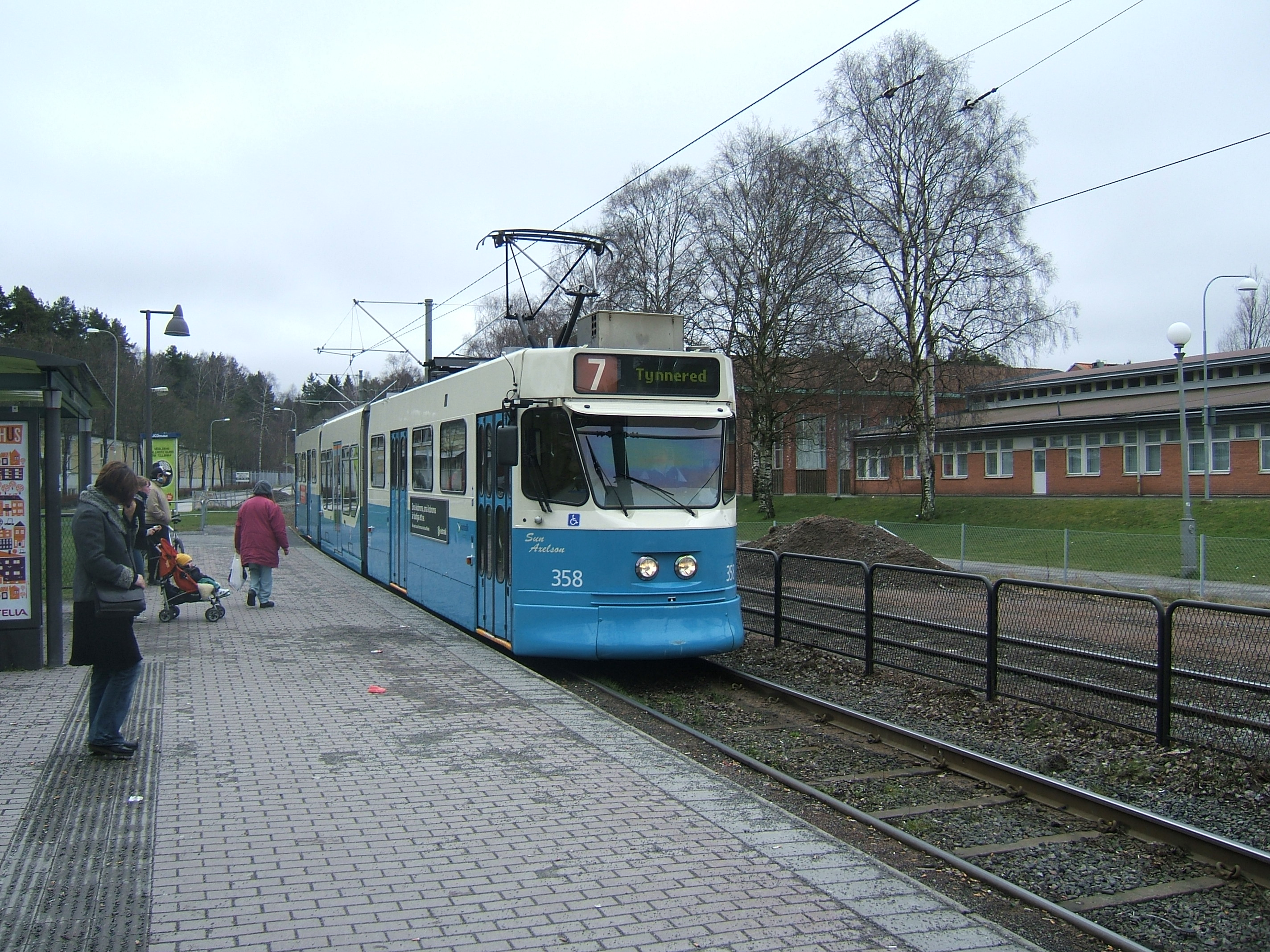
Трамвай серії М31 на Кортедала-Тург
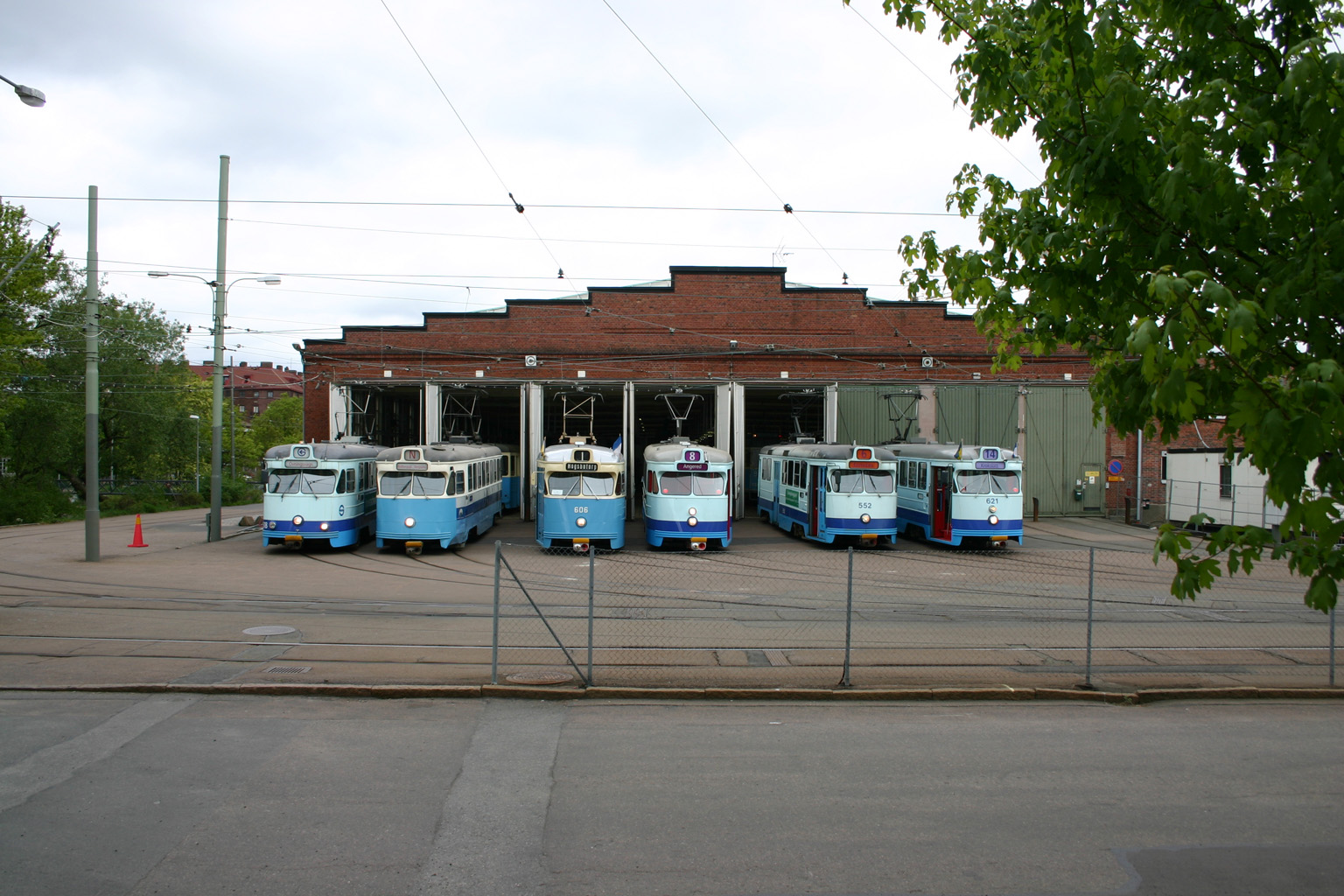
Трамваї M25 у депо Гордагаллен
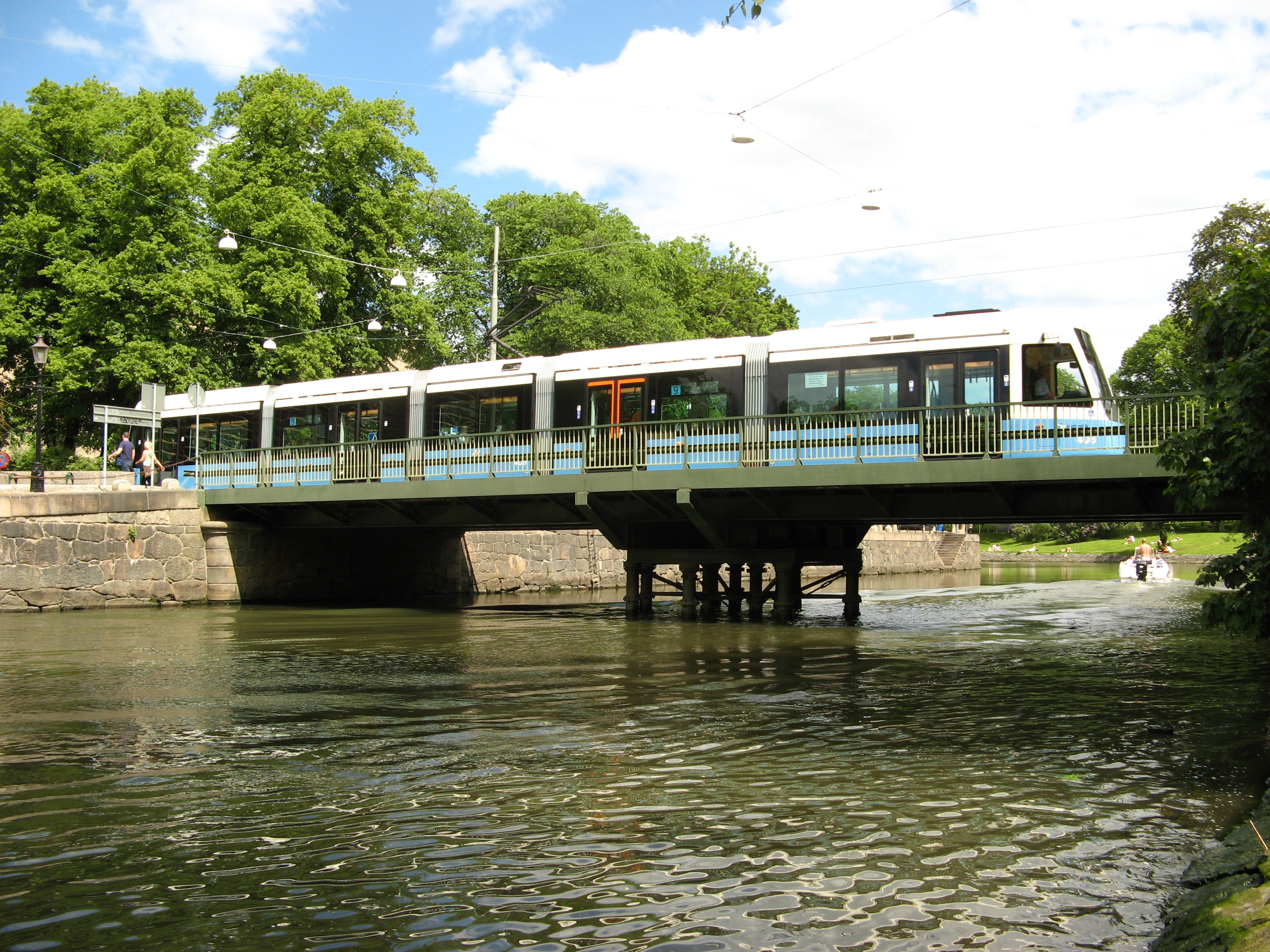
Трамвай M32 № 406

### Лінійний рухомий склад
- M28, ASJL 1965–67, бортові номери: 701—711, 713—763, 766, 767[2]
- M29, Гягглунд 1969–72, бортові номери: 801—838, 840—857, 859, 860
- M31 (раніше M21 ASEA 1984–92, перебудований), ASEA/MGB 1998—2003, бортові номери: 300—379
- M32, Hitachi Sirio 2005—2009, бортові номери: 401—440[3]
- M33 Bombardier Flexity Classic, 2019–,

### Технічний рухомий склад
- SM83, 1953, бортовий номер 143, мірний вагон, привезений в 2003 році з Осло[4]
- Tatra T7B5, 1988, бортовий номер 100, пригнаний з Осло в 1998[5]
- GS S26, 1995, бортовий номер 27[6]